# Abderrahim Benabdejlil
Abderrahim Benabdejlil (Meknès, 1932 - Rabat, 23 décembre 2007) était un homme politique marocain.
Avocat, il fut élu bâtonnier de l'ordre des avocats de Casablanca. Il a été ministre délégué auprès du Premier ministre chargé des Affaires administratives dans le gouvernement Mohammed Karim Lamrani 3 de 1985 à 1992. Il a également été nommé ambassadeur du royaume chérifien en Chine et élu au Parlement.